# Tagwana-djimini
 (février 2025).
Les langues tagwana-djimini sont un groupe de langues sénoufo parlées par les Tagwana et les Djimini dans le nord-est de la Côte d'Ivoire. Les deux langues du groupe sont le tagwana et le djimini.